# Valdrôme
Valdrôme es una pequeña población y comuna francesa, situada en el departamento de Drôme en la región de Auvernia-Ródano-Alpes. 
Sus habitantes reciben el gentilicio de Valdrômois.

## Demografía
| 199 | 158 | 149 | 151 | 117 | 118 |
| Para los censos de 1962 a 1999 la población legal corresponde a la población sin duplicidades (Fuente: INSEE [Consultar]) |     |     |     |     |     |